# Věžná (Pelhřimovi járás)
Věžná település Csehországban, a Pelhřimovi járásban. Věžná Obrataň, Eš és Kámen településekkel határos. Lakosainak száma 139 fő (2024. január 1.).

## Népesség
A település lakosságának változását az alábbi diagram mutatja:
| Lakosok száma | 370  | 372  | 360  | 233  | 163  | 104  | 123  | 128  | 139  | 139  |
|               | 1869 | 1890 | 1921 | 1950 | 1980 | 2001 | 2017 | 2019 | 2022 | 2024 |